# Ле-Понди
Ле-Понди́ (фр. Le Pondy) — коммуна во Франции, находится в регионе Центр. Департамент — Шер. Входит в состав кантона Шарантон-дю-Шер. Округ коммуны — Сент-Аман-Монтрон.
Код INSEE коммуны — 18183.

## География
Коммуна расположена приблизительно в 230 км к югу от Парижа, в 135 км юго-восточнее Орлеана, в 37 км к юго-востоку от Буржа.
Вдоль северо-восточной границы коммуны проходит канал Берри.

## Население
Население коммуны на 2008 год составляло 122 человека.
| 1962 | 1968 | 1975 | 1982 | 1990 | 1999 | 2008 |
| ---- | ---- | ---- | ---- | ---- | ---- | ---- |
| 115  | 172  | 129  | 127  | 124  | 140  | 122  |

## Администрация
| Период | Период | Фамилия       | Партия       | Примечания  |
| ------ | ------ | ------------- | ------------ | ----------- |
| 2001   | 2008   | Бернар Катино |              |             |
| 2008   | 2011   | Патрик Этьен  | беспартийный |             |
| 2011   | 2014   | Ив Пети       |              | ремесленник |

## Экономика
Основу экономики составляют лесное и сельское хозяйство.
В 2007 году среди 67 человек в трудоспособном возрасте (15-64 лет) 42 были экономически активными, 25 — неактивными (показатель активности — 62,7 %, в 1999 году было 56,2 %). Из 42 активных работали 36 человек (18 мужчин и 18 женщин), безработных было 6 (3 мужчин и 3 женщины). Среди 25 неактивных 3 человека были учениками или студентами, 14 — пенсионерами, 8 были неактивными по другим причинам.